# John Otway Percy Bland
John Otway Percy Bland (geboren am 15. November 1863 in Woodbank, Whiteabbey, County Antrim, Nordirland; gestorben am 23. Juni 1945 in Ipswich, Suffolk, England) war ein britischer Schriftsteller und Journalist. Er schrieb unter dem Namen J. O. P. Bland und war in China, wo er von 1883 bis 1910 lebte, unter dem Namen 濮蘭德 (Pinyin: Púlándé), einer transkribierten Form seines Familiennamens, bekannt. Er ist als Autor verschiedener Werke über chinesische Politik und Geschichte in der späten Qing-Dynastie in Erinnerung und zählt zu den Autoren, die das europäische China-Bild seiner Zeit im Westen wesentlich mitgeprägt haben.

## Leben
Bland wurde 1863 als das zweite Kind von Edward Loftus Bland (1829–1923) und Emma Frances Franks (?–1894) geboren. Während er noch an der Universität studierte, wurde sein Studium von einer arrangierten Karriere abgelöst. Sein Vater vermittelte ihm eine Stelle im General Department of Customs and Excise im China der späten Qing-Dynastie. Er arbeitete als Privatsekretär von Robert Hart und wurde später Sekretär des Gemeinderats der internationalen Siedlung Shanghai. Er heiratete in China eine Amerikanerin. Später wechselte er nach Zwischenstationen vom Beamten- in den Journalisten- und Schriftstellerberuf. Nachdem er The Rattle, ein wöchentliches Humor-Magazin, ins Leben gerufen hatte, wurde er Korrespondent der Times in Shanghai.
J. O. P. Bland ist insbesondere bekannt als Mitautor der Bücher China unter der Kaiserin Witwe (engl., zuerst 1910), einer Lebens- und Zeitgeschichte der Kaiserinwitwe Cixi, und Annals and Memoirs of the Court of Peking (1914), zwei Bücher, die das China-Bild Ende der Qing-Dynastie im Westen stark beeinflussten, jedoch auf von Edmund Backhouse gefälschten Quellen beruhten.

## Publikationen
- Lays of Far Cathay (1890).
- Verse and Worse (1902).
- (mit Edmund Backhouse) China under the Empress Dowager (1910) Digitalisat
  - China Under the Empress Dowager: Being the History of the Life and Times of Tzŭ Hsi. Compiled by John Otway Percy Bland, Sir Edmund Backhouse. J.B. Lippincott. 1911. Digitalisat
  - Bland, John Otway Percy; Edmund Trelawny Backhouse: China Under the Empress Dowager. Being the History of the Life and Times of Tzu His. Compiled from State Papers and the Private Diary of the Comptroller of Her Household. London, Heinemann 1911
  - China unter der Kaiserin Witwe. Die Lebens- und Zeit-Geschichte der Kaiserin Tzu Hsi. Zusammengestellt aus Staats-Dokumenten und dem persönlichen Tagebuch ihres Oberhofmarschalls. Ins Deutsche übertragen von Fedor von Rauch (junior), attachiert dem Armee-Oberkommando in Ostasien 1900/1901. Mit 28 Bildern und einem Plan von Peking. Karl Siegismund, Berlin 1912.

- Recent Events and Present Policies in China (1912).
- (mit Edmund Backhouse) Annals and Memoirs of the Court of Peking (W. Heinemann 1914) (Digitalisat)
  - Annals & memoirs of the court of Peking: (from the 16th to the 20th century) (mit Edmund Backhouse) W. Heinemann 1914 (Digitalisat)
- Houseboat days in China (1914).
- Germany’s violations of the laws of war 1914–15 (1915) compiled under the auspices of the French Ministry of Foreign Affairs; tr. and with an introduction by J.O.P. Bland.
- Li Hung-chang (Constable and Company Ltd, 1917).
- Men, manners & morals in South America (1920).
- China, Japan and Korea (1921).
- Something Lighter (1924).
- China: the Pity of it (1932).
- Backhouse, E. - Bland, J.-O.-P.: Les empereurs Mandchous. Mémoires de la cour de Pékin. Préface de M. Henri Maspero. Traduction de L. M. Mitchell. Collection Bibliothèque historique. Payot, Paris, 1934